# Красная Поляна (Марий Эл)
Кра́сная Поля́на — деревня в Советском районе Республики Марий Эл. Входит в состав Алексеевского сельского поселения.

## География
Находится в центральной части республики Марий Эл на расстоянии приблизительно 8 км по прямой на запад от районного центра посёлка Советский.

## История
Известна с 1865 года как деревня, где было 28 дворов с населением 183 человека. В 1911 году в деревне было 67 дворов, в 1920 году — 72 хозяйства с населением 433 жителя, в 1930 году 84 хозяйства, проживало 454 человека, по национальности русские. В послевоенный период население стало покидать родные места. В 1956 году в деревне оставалось 48 хозяйств, в 1976 — 15, в 1980 — 10. В советское время работал колхоз «Двигатель».

## Население
Население составляло 2 человек (мари 100 %) в 2002 году, 1 в 2010.
| 2010 |
| ---- |
| 1    |

## Известные уроженцы
- Иваков Фёдор Михайлович (1909—1988) — советский военный деятель. В годы Великой Отечественной войны — младший политрук, заместитель начальника пограничной заставы 82-го пограничного отряда Управления пограничных войск НКВД Мурманского пограничного округа (1941—1944). Подполковник (1958). Кавалер ордена Ленина (1941).